# Liste des cardinaux créés par Innocent III
Le pape Innocent III (1198-1216) a créé  41 cardinaux dans 10 consistoires.

## Décembre1198
- Ugolino dei conti di Segni, futur pape  Grégoire IX
- Gérard, abbé de Pontigny

## Décembre1200
- Gregorio
- Benedetto
- Leone Brancaleone
- Matteo
- Giovanni dei conti di Segni

## Décembre1202
- Roger
- Gualterio
- Raoul de Neuville, archidiacre d'Arras

## 1205
- Nicola de Romanis
- Guido Pierleone, chanoine du chapitre de Plaisance
- Pietro di Morra
- Uberto da Pirovano
- Giovanni da Ferentino
- Guala Bicchieri, évêque de  Vercelli
- Ottaviano dei conti di Segni
- Gregorio Crescenzi
- Giovanni
- Pélage Galvani (ou Paio Galvão)
- Stephen Langton
- Pietro Sasso

## 1206
- Siegfried II von Eppstein, archevêque de Mayence

## 1207
- Pietro
- Mauro, auditeur à la rote romaine

## 1211
- Gerardo da Sessa, archevêque de  Milan

## 18 février1212
- Angelo
- Giovanni Colonna
- Pierre Duacensis
- Bertrando
- Stefano di Ceccano, abbé de l'abbaye de Fossanova
- Robert de Courçon, chanoine du chapitre de Paris

## 1213
- Rainiero
- Giovanni Domenico Trinci

## 1216
- Gregorio Theodoli
- Raniero Capocci, abbé de Tre Fontane à Rome
- Romano Bonaventura
- Stefano de Normandis dei Conti
- Tommaso da Capua, archevêque de Naples
- Pietro Campano
- Aldobrandino Caetani